# Pocheon
Pocheon (Hangul:포천시, Hanja: 抱川, Hán Việt: Bão Xuyên) là thành phố ở viễn đông bắc tỉnh Gyeonggi, Hàn Quốc. Thành phố có diện tích 826,48 km2, dân số là 160.176 người (năm 2008). Thành phố này nằm trong vùng thủ đô Seoul. Thành phố có dong (phường). Thành phố giáp huyện Yeoncheon, với các thành phố Dongducheon và Yangju về phía tây, dọc theo Uijeongbu, và Namyangju của Gyeonggi về phía nam, giáp huyện Hwacheon của Gangwon về phía đông và Cheorwon về phía bắc.

## Thành phố kết nghĩa
- Nowon-gu, Seoul
- Hokuto, Yamanashi, Nhật Bản[1] (2003)

## Các đơn vị hành chính
Thành phố được chia thành 1 eup, 11 myeon, 2 dong (phường)